# ماري بورتشل
ماري بورتشل (بالإنجليزية: Mary Burchell)‏ (24 أغسطس 1904، سندرلاند في المملكة المتحدة - 22 ديسمبر 1986)؛ كاتِبة وروائية بريطانية.

## الجوائز
- صالحون بين الأمم